# Калука
Калука (ест. Kaluka) — село в Естонії, входить до складу волості Риуге, повіту Вирумаа.